# Hernán Lacunza
Jorge Roberto Hernán Lacunza (Buenos Aires, 25 de febrero de 1969) es un economista argentino y actual vicepresidente de Racing Club de Avellaneda. Desde el 10 de diciembre de 2015 fue el ministro de Economía de la Provincia de Buenos Aires. El 17 de agosto de 2019 fue nombrado Ministro de Hacienda de la Nación Argentina por el expresidente Mauricio Macri tras la renuncia de Nicolás Dujovne.

## Biografía

### Inicios
Realizó sus estudios secundarios en el Instituto San Román en Belgrano en la Ciudad de Buenos Aires, Licenciado en Economía en la Universidad Torcuato Di Tella

### Funcionario público
En 2002, Lacunza es designado como miembro del directorio en el Banco Central cuando se negó a firmar la transferencia de los recursos del Fondo del Bicentenario a una cuenta del Tesoro Nacional, cuando una orden judicial indicaba lo contrario. Regresó al ámbito privado fundando su consultora Empiria Consultores Economía y Finanzas, y fue su director.
En diciembre de 2013 fue nombrado por Mauricio Macri Gerente General del Banco Ciudad de Buenos Aires durante el gobierno de Mauricio Macri en la ciudad. En 2014 el auditor porteño Eduardo Epszteyn denunció que el Banco Ciudad le prestó dinero en condiciones irregulares a una constructora vinculada a Nicolás Caputo para la refacción de un edificio para el Instituto de Vivienda de la Ciudad (IVC). El Banco otorgó un préstamo por 35 millones de pesos (entonces equivalente a más de 4.3 millones de dólares), a la empresa Lethe en forma irregular: el crédito representa el 1500% de la Responsabilidad Patrimonial Computable (RPC) de la empresa. Epszteyn advirtió que la empresa que recibió el dinero no tiene experiencia previa en la materia (se especializa en aceites animales para uso industrial) y fue creada en 2010 con la compra del edificio. Asimismo, sostuvo que las autoridades de la entidad «Usan la plata del banco para la campaña presidencial de Macri», en referencia a las próximas elecciones presidenciales. Desde 2019 se encuentra retirado de la función pública, en 2024 se mostró crítico del rumbo económico.
En su gestión decidió que el instrumento para controlar la cantidad de dinero fueran las LELIQ, letras de liquidez a 7 días. La media se aplicó a poco de asumir tuvo un costo para el Estado en tres meses y medio de vigencia de 120 mil millones en concepto de intereses En su condición de funcionario público En febrero de 2020, el fiscal federal Guillermo Marijuan denunció a Marcos Galperin, uno de los principales aportantes a la campaña de Mauricio Macri y a los integrantes del directorio de Mercado Libre por considerarlos autores de los delitos de defraudación contra la administración pública, después de que una investigación periodística revelara que el directorio de Mercado Libre habría recibido información privilegiada para vender Letras del Tesoro doce días antes del reperfilamiento de esos títulos que anunció el antiguo ministro de Hacienda, Hernán Lacunza. De esta manera, según el fiscal, la empresa habría evitado que esos papeles quedaran atrapados en el default. También se denunció que Mercado Libre anunció una devolución a la AFIP por $500 millones que nunca sucedió, en 2017 y el préstamo de un crédito con el Banco Nación por $4.000 millones y beneficios del 70% en contribuciones y 60% del impuesto a las Ganancias durante el gobierno de Mauricio Macri.

### Ministro de Economía de la provincia de Buenos Aires
El 10 de diciembre de 2015, la gobernadora María Eugenia Vidal lo nombró  vía decreto Ministro de Economía de la Provincia de Buenos Aires (PBA). Durante su primer año de gestión se registró una caída del 6,1 por ciento en el nivel de actividad económica provincial, una caída industrial del 14 por ciento, la pérdida de 60 mil puestos de trabajo en la producción y la devoción de reducir de 16.200 millones de pesos en recursos destinados a la salud. En la previa de la asunción de la nueva gestión, Lacunza y su antecesora, Silvina Batakis, debatieron por el estado de las finanzas provinciales. en su primeros tres días de gobierno junto a María Eugenia Vidal dispuso un aumento del 26 % en el impuesto inmobiliario; lo que generó críticas al afirmar en campaña que disminuiría los impuestos y cuatro días atrás afirmó que "no había margen" para aumentar la presión fiscal.
En 2016 a un mes de asumir como ministro de Economía, Lacunza, firmó el decreto 790 que establecía un fuerte aumento del impuesto inmobiliario provincial, llegando a superar el 1000 por ciento, el aumento más grande en la historia bonaerense. En 2017 un informe de la consultora económica Bloomberg, referido a la deuda de los países no desarrollados, reveló que desde fines de diciembre de 2015 hasta octubre de 2017, la provincia de Buenos Aires se endeudó por casi 9 mil millones de dólares tomando más deuda que la India. Por otra parte, en ese mismo período se publicó un informe desde la Subsecretaría de Finanzas también del ministerio de Economía que mostró un descenso del endeudamiento en la gestión de Daniel Scioli. En su rol fue denunciado en la conocida como Causa Mercado Libre, que se encuentra  investigado en la justicifa federal junto al empresario cercano al gobierno Marcos Galperín -uno de los mayores aportantes a la campaña electoral de Cambiemos y al resto del directorio de Mercado Libre por defraudación contra la administración pública y delitos contra el orden económico y financiero. Entre otras cuestiones los denunciados entre ellos el empresario macrista Marcos Galperín había recibido información privilegiada para vender Letras del Tesoro, días antes del default de esos títulos, anunciado por el último ministro de Economía del macrismo, Hernán Lacunza meses antes de dejar el gobierno. investigó la eventual responsabilidad penal de funcionarios por las ventas a término de dólares estadounidenses realizadas por el Banco Central (BCRA). La acusación fue por incrementar los pasivos del Banco Central mediante la devaluación y el posterior pago que se configuró una pérdida patrimonial por cerca de 70.000 millones de pesos. A mediados de 2016 el diario perfil publica una investigación sobre un esquema de pedidos de coimas que involucraba a ministros y funcionarios provinciales entre ellos Lacunza que ofrecían trato preferencial a las empresas en materia impositiva a cambio de retornos
Según un artículo del sitio www.chequeado.com entre 1985 y 2016 la Provincia de Buenos Aires perdió recursos notoriamente dentro del total de fondos que se giran: “en 1985 recibía el 26,3% del total, mientras que durante la mayor parte de la década del 9´0 su participación fue cercana al 24% hasta llegar a 2003, cuando la Provincia percibió el 22,4% de los recursos

#### Fondo del conurbano bonaerense
En 2016 el gobierno de la PBA le inicia una demanda al gobierno nacional por la pérdida de recursos económicos a causa del congelamiento del Fondo Del Conurbano Bonaerense. Al año siguiente la PBA se compromete a desistir en su planteo ante la Corte Suprema.
Durante su gestión la deuda en dólares que contrajo el Gobierno bonaerense  se multiplicó un 287 por ciento en pesos. En su segundo año al frente del ministerio de hacienda bonaerense se produjo un fuerte aumento del déficit de 31 000 millones, consolidando un rojo fiscal que en términos nominales. Durante su paso por el ministerio, el indicador de actividad económica bonaerense cayó 6,1 por ciento (mientras que el índice a nivel país que elabora el Indec, bajó 5,8 por ciento). Mermaron fuertemente los recursos destinados a la salud (16.200 millones de pesos menos) y seguridad (20.400 millones). En cambio, los recursos destinados al pago de intereses de la deuda crecieron un 100 por ciento con respecto al año anterior. En diciembre de 2017 la legislatura bonaerense aprobó por iniciativa de la gobernación la ley 15008, que estipulaba el cambio de la edad jubilatoria elevando la edad jubilatoria a 67 años para el Banco Provincia y un nuevo mecanismo de variación salarial. Sólo en el trimestre de 2019, el stock de deuda de la provincia de Buenos Aires se incrementó un 91 por ciento respecto de igual período de 2018 hasta los 518.429 millones de pesos, sumando otros 115.500 millones de pesos a mediados de año.En relación con la recaudación de la Provincia, a finales de 2015  la deuda eran casi el 45 por ciento de los recursos totales, mientras que para 2019 fue de 70 por ciento.
En 2018 fue denunciado junto a la gobernadora María Eugenia Vidal por la comisión gremial interna del Banco Provincia por desvío de fondos públicos bonaerenses por más de 5.500 millones. Según esa comisión esos fondos debían ser transferidos en efectivo. Según la denuncia la Provincia no los depositó y a cambio les dio un bono. Finalmente, en octubre de 2019, el ministerio de Economía pagó al Banco el total del monto en bonos que la institución poseía. Como ministro se retiraría de la gestión de Vidal dejando una provincia sobre endeudada y en una recesión más profunda que la nacional un retroceso industrial del 14 por ciento, una pérdida de 60 mil puestos de trabajo en la producción. Durante su gestión, Lacunza no sólo aumentó el volumen de la deuda provincial, sino que además acortó el plazo promedio de vencimientos en casi dos años, creció la participación de la deuda en moneda extranjera sobre el total y se elevó la relación entre deuda y recursos de la provincia  y la proporción de deuda y producto provincial. Una semana antes de dejar la gestión Lacunza ante pérdida de financiamiento local y externo anuncio un default de la deuda provincial nombrado como reperfilamiento compulsivo de deuda interna en pesos
La provincia impuso un régimen de Responsabilidad Fiscal un límite para el endeudamiento.
Su gestión ha sido criticada por el aumento de la deuda pública. Según el portal Chequeado la deuda pasó de USD 9.400 millones a 12.000 millones y también creció si se la mide en relación con el PBG (del 5,9 al 9,3%) y en función de los ingresos (del 45 al 70%). Tras dos años como ministro se retiraria de la gestión de Vidal, siendo criticado por dejar la provincia sobre endeudada y en una recesión más profunda que la nacional un retroceso industrial del 14 por ciento, una pérdida de 60 mil puestos de trabajo en la producción. El pago de intereses de la deuda externa creció cerca de un 99 por ciento con respecto al año anterior. Durante su gestión, Lacunza no sólo aumentó el volumen de la deuda provincial, sino que además acortó el plazo promedio de vencimientos en casi dos años, creció la participación de la deuda en moneda extranjera sobre el total y se elevó la relación entre deuda y recursos de la provincia  y la proporción de deuda y producto provincial.  Datos posteriormente discutidos por diferentes diarios provinciales. En relación con la recaudación de la Provincia, a finales de 2015  la deuda eran casi el 45 por ciento de los recursos totales, mientras que para 2019 fue de 70 por ciento.
En 2017, la PBA hizo la mayor colocación de deuda en pesos bajo legislación argentina de su historia. Recaudó 15.182 millones de pesos (equivalentes a 951 millones de dólares). Al finalizar 2018 se había incrementado un 447% la deuda provincial, durante 31 meses de gestión la provincia pasó de deber 122.085 millones a 667.746 millones de pesos.  Mientras que la deuda per cápita era de 7.328 pesos previo a su gestión, en 2019 pasó a 38.442. Para 2019 dejando vencimientos de deuda a pagar para el próximo gobierno entre 2020-2023 de más de 546.856 millones de pesos.
En diciembre de 2018 la ANSES le prestó 28 mil millones de pesos a la provincia de Buenos Aires para que pueda cerrar su programa financiero anual sin recurrir a los mercados. Durante su gestión cerraron 5500 empresas en la provincia y se perdieron 50 mil empleos registrados.

### Ministro de Hacienda de la Nación
El 17 de agosto de 2019 asume el cargo de Ministro de Hacienda de la Nación Argentina. El 28 de agosto anunció un paquete con cuatro medidas: (1) extensión de los vencimientos de deuda de corto plazo (Letes y Lebacs), (2) envío al congreso de un proyecto de ley que promueva el canje voluntario de deuda bajo ley local, (3) inicio de un proceso de canje de deuda bajo ley extranjera y (4) reperfilamiento de los vencimientos con el FMI.
El domingo luego de asumir anunció el cepo para las compras superiores a los 10.000 dólares y  defaulteó toda la deuda de corto plazo en dólares (letes), para evitar intervenir en el mercado de cambios, pero en tres días se dio marcha atrás y se puso un cepo cambiario. En su tercer día 
Dispuso dela extensión del vencimiento para los títulos de corto plazo en pesos y dólares, como las letes (dólares) y las lecaps (pesos), solo para inversores institucionales. Esto llevó a que Argentina fuera calificada en estado de default.
 En todos los casos se trata de extensiones de plazo, sin quita de capital ni de interés. El 28 de agosto de 2019 Lacunza dispuso unilateralmente postergar el pago de cuatro letras de corto plazo del Tesoro Nacional (Lecap, Lecer, Letes y Lelinks), así como proponerles una postergación forzada del plazo de pago a los acreedores de títulos de deuda, tanto bajo legislación argentina como bajo legislación extranjera llevando al país al default. El default de los títulos pagaderos en pesos nunca había sucedido en la historía económica argentina. En su último mes el Palacio de Hacienda indicó que el resultado fiscal de septiembre registró un déficit primario de $ 25.368 millones, una suba del 11 % interanual y otro financiero de $ 76.224 millones, un alza de 35,5 %. El pago de los intereses de la deuda aumentó un 54,1 %.</ref>En 2019 un estudio de UNICEF sobre los efectos de la crisis económica sobre la infancia denunciando que el 42% de los niños, niñas y adolescentes del país vive en 2019 bajo la línea de pobreza. El estudio también  se centró en el efecto negativo en la salud y  detecto que en ese año aumentaron las enfermedades como la gastroenteritis y diarreas, el aumento de las restricciones alimentarias tanto en su cantidad como en su calidad un aumento de la mendicidad y la venta callejera por parte de niñas y niños se ha triplicado en un año, junto a la cantidad de niños que recurren a los basureros para alimentarse. 	
En 2019 hubo otra devaluación de más del 50 %, una fuga de capitales que llegó a ser récord histórico, una inflación anual superior al 57 % que fue la más alta en 30 años, una caída del salario real superior al 10 % durante ocho meses que no llegó a ser compensada, y la pobreza aumentó de 27.3 % en el primer semestre de 2018 a 35.4 % en el primer semestre de 2019, que llevó a 3.7 millones de personas de la clase media a caer bajo la línea de pobreza. En diciembre de 2019, el Observatorio de la Deuda Social de la Universidad Católica Argentina informó que según sus datos, los indicadores sociales empeoraron considerablemente durante el mandato de Macri; la pobreza aumentó un 36 % pasando del 30 % de la población en 2015, al 40.8 % en el tercer trimestre de 2019, mientras que la indigencia (alimentaria) se duplicó, pasando del 4.5 % de la población en 2015, al 8.9 % en el tercer trimestre de 2019.
El 1 de septiembre de 2019 mediante un DNU se dispusieron medidas de control de cambios: un límite de 10 mil dólares para la compra de dólares, la obligatoriedad de que las empresas trasnacionales soliciten autorización al BCRA para girar dividendos a sus casas matrices en el exterior y un plazo máximo para que los exportadores liquiden las divisas generadas en sus operaciones. Lacunza declaró que eran medidas "incómodas y transitorias"  para evitar "males mayores" debido la economía del país enfrenta una "crisis de confianza". En septiembre de 2019 el gobierno de Macri impuso una nueva restricción en el mercado de cambios por la cual las personas físicas solo podían comprar hasta US$10.000 al mes. Días después  aumentaron las restricciones del cepo cambiario permitiendo únicamente la compra de 200 dólares mensuales con cuenta bancaria o 100 dólares en caso de utilizar efectivo. terminó su gestión al final del macrismo con controles cambiarios para intenta contener el tipo de cambio una semana antes de dejar el cargo realizó un default de la deuda en moneda local, mientras que el nivel de las reservas internacionales tocó un piso histórico finalizando en 9000 millones de dólares.